# Лев и Солнце (рассказ)
Лев и Солнце — рассказ Антона Павловича Чехова. Написан в 1887 году, впервые опубликован в 1887 году в «Осколках» № 49 от 5 декабря с подписью А. Чехонте.

## Публикации

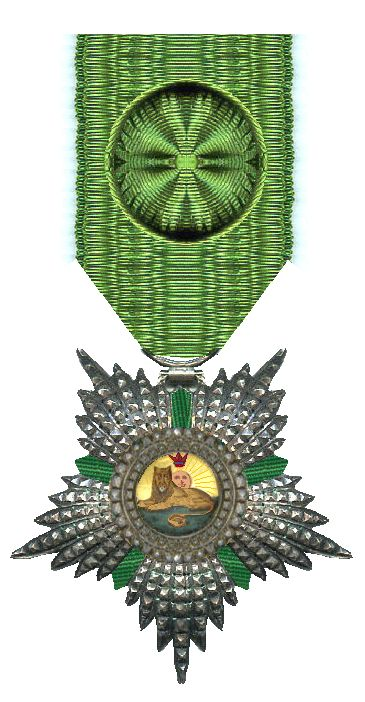
Знак офицера Ордена Льва и Солнца для иностранцев

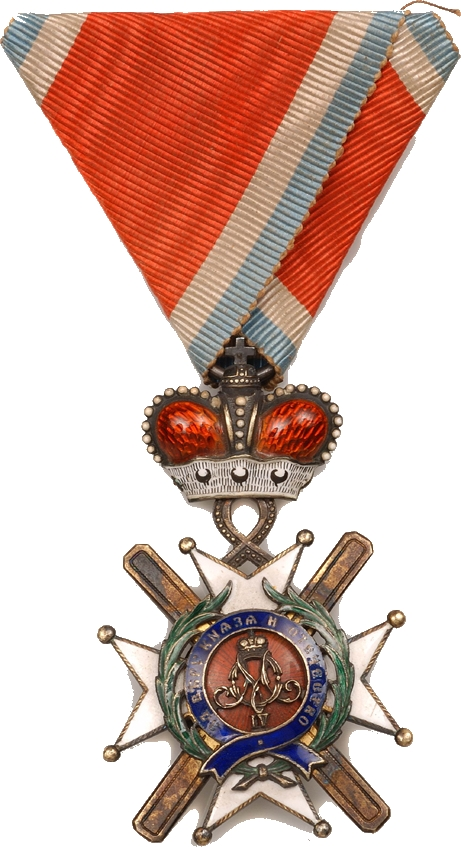
Сербский Орден Таковского креста

Рассказ А. П. Чехова «Лев и Солнце» написан в 1887 году, впервые опубликован в 1887 году в «Осколках» № 49 от 5 декабря с подписью А. Чехонте. В журнале «Осколки» это был последний напечатанный рассказ А. Чехова. Рассказ был включен в собрание сочинений А. Чехова, издаваемое А. Ф. Марксом. Для собрания сочинений Чехов изменил концовку рассказа, отметив, что в редакции «Осколков» городской голова Куцын не получал желанного ордена «Льва и Солнца».
При жизни Чехова рассказ переводился на болгарский, немецкий, сербскохорватский и чешский языки.

## Критика
Писатель В. Г. Богораз отмечал, что приведенная в рассказе эпиграмма на его героя предназначалась в похожей ситуации «честолюбивому таганрогскому голове».
С. Званцев, отец которого, И. Я. Шамкович, учился в Таганроге с Чеховым, писал, что по сведениям, полученным им от отца, описанное в рассказе «Лев и Солнце», действительно «случилось с таганрогским городским головой Фоти».
Историк П. П. Филевский писал, что описанная в рассказе ситуация с орденом произошла не с городским головой, а со строителем Курско-Харьковско-Азовской железной дороги Я. С. Поляковым, который получил орден от персидского шаха за заслуги по строительству железных дорог в Персии.
А. Басаргин отметил в рассказе критику автором чиновничьего мира «с его формалистикой и до смешного развитою субординацией».

## Сюжет
Степан Иванович Куцын, городской голова, любитель всяческих наград и знаков отличия, мечтает получить персидский орден Льва и Солнца. Он знает, что для получения этой награды не нужно никаких особых заслуг, важно только заручиться поддержкой какого-нибудь влиятельного в Персии лица, а вот с этим в русской провинции трудно. И тут Куцын узнает, что в городе проездом остановился персидский сановник Рахат-Хелам.
Упустить такой случай никак нельзя. Степан Иванович принимается обхаживать путешественника, два дня всячески развлекает его, показывает достопримечательности, угощает в лучших ресторанах. Рахат-Хелам не говорит по-русски, Куцын не знает ни одного иностранного языка, поэтому общаться им приходится на языке жестов, и жестами же Куцын пытается все время объяснить гостю свою просьбу — выхлопотать для него у шаха желанный орден. Подчиненные смеются над подхалимажем своего начальника; секретарь управы с сарказмом напоминает Куцыну, что «у персов есть такой обычай: если к вам приезжает знатный гость, то вы должны собственноручно зарезать для него барана», кто-то даже посылает ему пакет с карикатурой и издевательскими стишками. Голова терпит насмешки и не оставляет своих стараний. Гость уезжает, и Куцын не уверен даже, понял ли перс его просьбу.
Через год и четыре месяца Степан Иванович ходит зимой с распахнутой шубой, гордо демонстрируя публике орден Льва и Солнца. Но его уже гложет новое тайное желание: теперь он жаждет получить сербский орден Таковского креста.